# Blanche Sweet
Blanche Sweet, geboren als Sarah Blanche Sweet (Chicago, 18 juni 1896 - New York, 6 september 1986) was een Amerikaans actrice.

## Biografie
Sweet kwam uit een familie van acteurs die optraden in de vaudeville. Zelf werd ze in 1909 bekend. Toen kreeg ze van de legendarische D.W. Griffith een contract bij Biograph Studios. Ze werd dan ook al snel de rivale van de meest bekende actrice uit die tijd: Mary Pickford. Zo was ze in Griffiths eerste lange speelfilm, Judith of Bethulia (1913), te zien.
Sweet werd gecast voor de hoofdrol in The Birth of a Nation (1915). De rol ging uiteindelijk naar Lillian Gish. Sweet ging vervolgens naar Paramount Pictures, vanwege de extreme loonverhoging die ze daar kreeg. Hier was ze gedurende de jaren 10 te zien als de hoofdrolspeler in films. Ze was in films van de bekendste regisseurs, Cecil B. DeMille en Marshall Neilan, te zien. Met Neilan begon ze tevens een affaire. Ze trouwden in 1922. Het huwelijk duurde elf jaar lang.
Sweet speelde in de jaren 20 ook nog actief in films. Haar meest memorabele rol uit die tijd was haar vertolking in de eerste verfilming van Anna Christie (1923).
Na de opkomst van de geluidsfilm vervaagde Sweets carrière. Ze stierf in 1986 aan een beroerte.

## Filmografie (selectie)
- 1909: A Corner in Wheat
- 1909: To Save Her Soul
- 1910: All on Account of the Milk
- 1910: A Romance of the Western Hills
- 1910: The Kid
- 1910: A Flash of Light
- 1911: A Decree of Destiny
- 1911: Enoch Arden
- 1911: The Last Drop of Water
- 1911: The Miser's Heart
- 1912: One Is Business, the Other Crime
- 1912: The Lesser Evil
- 1912: The Painted Lady
- 1913: The Massacre
- 1913: Death's Marathon
- 1913: Two Men of the Desert
- 1914: Judith of Bethulia
- 1914: The Avenging Conscience
- 1923: Anna Christie

- Bibsys: 12071132
- Biblioteca Nacional de España: XX5373450
- Bibliothèque nationale de France: cb14701335n (data)
- Gemeinsame Normdatei: 1206561947
- International Standard Name Identifier: 0000 0000 6656 2365
- Library of Congress Control Number: n83201620
- Nationale Bibliotheek van Israël: 987007345152805171
- Nederlandse Thesaurus van Auteursnamen: 307809900
- SNAC: w6zp623v
- Système universitaire de documentation: 156406217
- Virtual International Authority File: 3857299
- WorldCat: E39PBJbWxxGdyHj3tr8dcGtYfq